# إمري راجزي
إمري راجزي (8 نوفمبر 1911 – 31 مارس 1978) هو مبارز بالسيف مجري راحل، مثّل بلاده في الألعاب الأولمبية الصيفية 1936.

## روابط رياضية
إمري راجزي على موقع أوليمبيديا (الإنجليزية)